# Silvia Görres

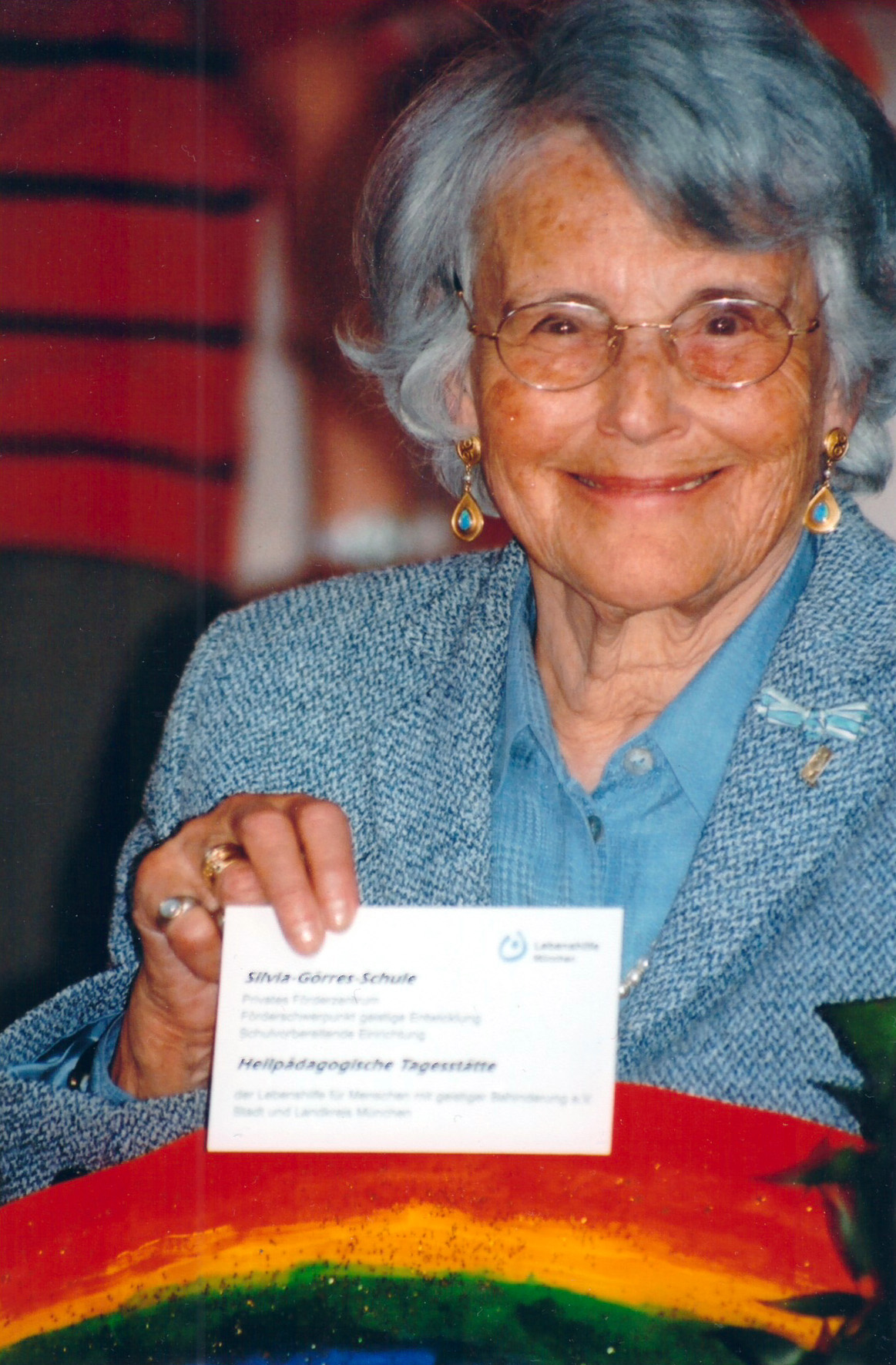
Silvia Görres 2004

Silvia Görres (* 11. September 1925 in Stuttgart; † 14. Januar 2015 in München) war eine deutsche Psychotherapeutin, Autorin und langjährig ehrenamtlich aktiv in der Lebenshilfe für geistig Behinderte auf Landes- und Bundesebene. Für ihr Engagement wurde sie mehrfach geehrt.

## Leben
Silvia Görres (Geburtsname Silvia Regina Volkart) war das dritte Kind des Architekten und Hochschullehrers Hans Volkart und der Komponistin Käthe Volkart-Schlager. Sie studierte Philosophie, Psychologie und Pädagogik in den Jahren 1944–1949 in Tübingen und vervollständigte ihre psychoanalytische Ausbildung an Alexander Mitscherlichs Institut für Psychosomatik und Psychotherapie in Heidelberg von 1949 bis 1952. Sie war freiberuflich in eigener Praxis als Psychotherapeutin tätig von 1953 bis etwa 1990.
Seit 1950 war Silvia Görres verheiratet mit dem Psychoanalytiker und Psychotherapeuten Albert Görres (1918–1996) und Mutter von sieben Kindern; zwei von ihnen haben das Down-Syndrom. Sie engagierte sich ab 1967 ehrenamtlich als Mitglied und ab 1971 für mehrere Jahre als Vorstandsvorsitzende für den Verein Lebenshilfe München, später auch im Vorstand der Bundesvereinigung Lebenshilfe in Marburg.
Auf ihre Initiative hin wurden in München mehrere Fördereinrichtungen für Menschen mit geistigen Behinderungen geschaffen:
- Frühförderung für Kinder bis 4 Jahre
- Schulvorbereitende Einrichtung mit heilpädagogischer Tagesstätte
- Schule mit heilpädagogischer Tagesstätte für Kinder mit schwerer und Mehrfachbehinderung (heute Silvia-Görres-Schule)[2]
- Lebenshilfe-Werkstatt
- Wohnheime und Wohngruppen für Erwachsene mit Behinderung

Silvia Görres setzte sich dafür ein, dass Menschen mit geistiger Behinderung eine lebenslange Förderung erhalten, die speziell auf ihre Bedürfnisse zugeschnitten sein sollte.

## Auszeichnungen
- 1975: Bayerischer Verdienstorden[3][4]
- 2003: Pater-Rupert-Mayer-Medaille[5]
- 2004: Widmung der Silvia-Görres-Schule in München[6][7]
- 2005: Bayerische Verfassungsmedaille in Gold[8]
- 2008: Bundesverdienstkreuz am Bande

## Schriften (Auswahl)
- Leben mit einem behinderten Kind. (Zürich, Köln 1974), ISBN 3545275175 (Benziger), ISBN 3717921541 (Flamberg-Verlag), ISBN 3492106447 (Piper, überarb. Neuausgabe 1984)
- mit Gerd Hansen (Hrsg.): Psychotherapie bei Menschen mit geistiger Behinderung. Bad Heilbrunn, Obb. 1991. ISBN 3781506878
- Meine Lektion der Abrahamsgeschichte. In Marianne Dirks (Hrsg.): Glauben Frauen anders? Freiburg 1983. ISBN 3451087766
- Erziehung eines behinderten Kindes. In Heidi Bohnet-von der Thüsen (Hrsg.): Denkanstöße ʽ89. München, Zürich 1989. ISBN 3492108652
- Der Mensch mit Down-Syndrom in Familie und Gesellschaft. In Jan Murken und Elke Dietrich-Reichart (Hrsg.): Down-Syndrom. Starnberg-Percha 1990. ISBN 3796205151
- Erfahrungen einer Mutter. In: Wir haben euch etwas zu sagen, Bundesvereinigung Lebenshilfe für geistig Behinderte, Bayerisches Nationalmuseum München (Hrsg.). München 1984. Ausstellungskatalog